# 24206 Марілоіа
24206 Марілоіа (24206 Mariealoia) — астероїд головного поясу, відкритий 7 грудня 1999 року.
Тіссеранів параметр щодо Юпітера — 3,491.